# Stanford Cardinal
Stanford Cardinal – nazwa drużyn sportowych Stanford University, biorących udział w akademickich rozgrywkach w Atlantic Coast Conference, organizowanych przez National Collegiate Athletic Association. Jest drugim po UCLA Bruins najbardziej utytułowanym klubem w NCAA.

## Sekcje sportowe uczelni
| Mężczyźni - baseball (2) - bieg przełajowy (4) - futbol amerykański - gimnastyka sportowa (5) - golf (8) - koszykówka (1) - lekkoatletyka (4) - piłka nożna (2) - piłka wodna (11) - pływanie (8) - siatkówka (2) - szermierka - tenis (17) - wioślarstwo - zapasy - żeglarstwo | Kobiety - bieg przełajowy (5) - gimnastyka artystyczna - golf (1) - hokej na trawie - koszykówka (1) - lacrosse - lekkoatletyka - piłka nożna (1) - piłka wodna (5) - pływanie (8) - pływanie synchroniczne - siatkówka (7) - siatkówka plażowa - softball - squash - szermierka - tenis (18) - wioślarstwo (1) |

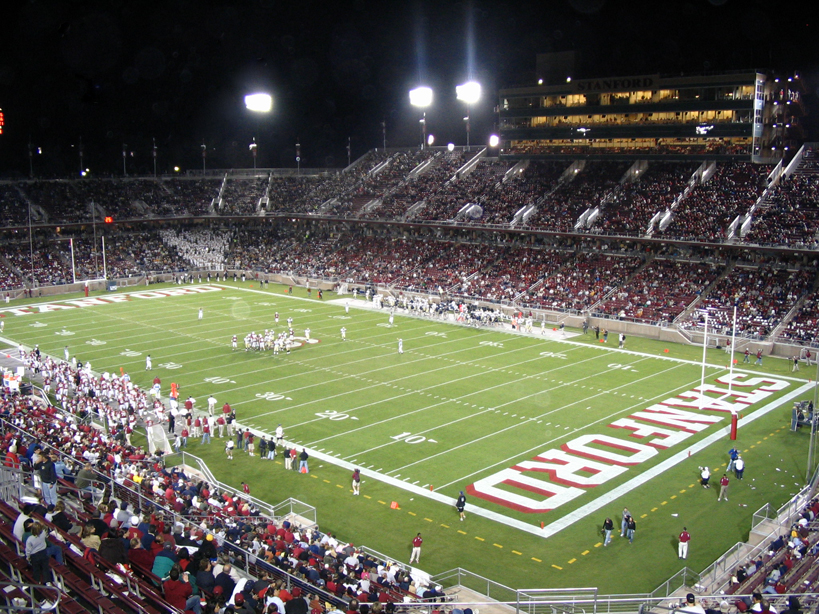
Stanford Stadium.

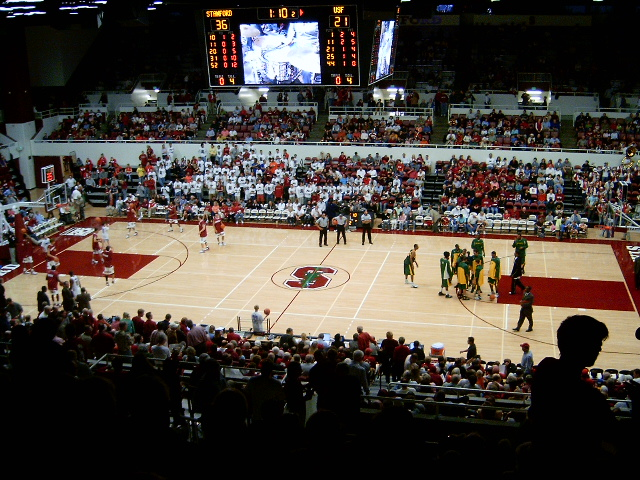
Maples Pavilion.

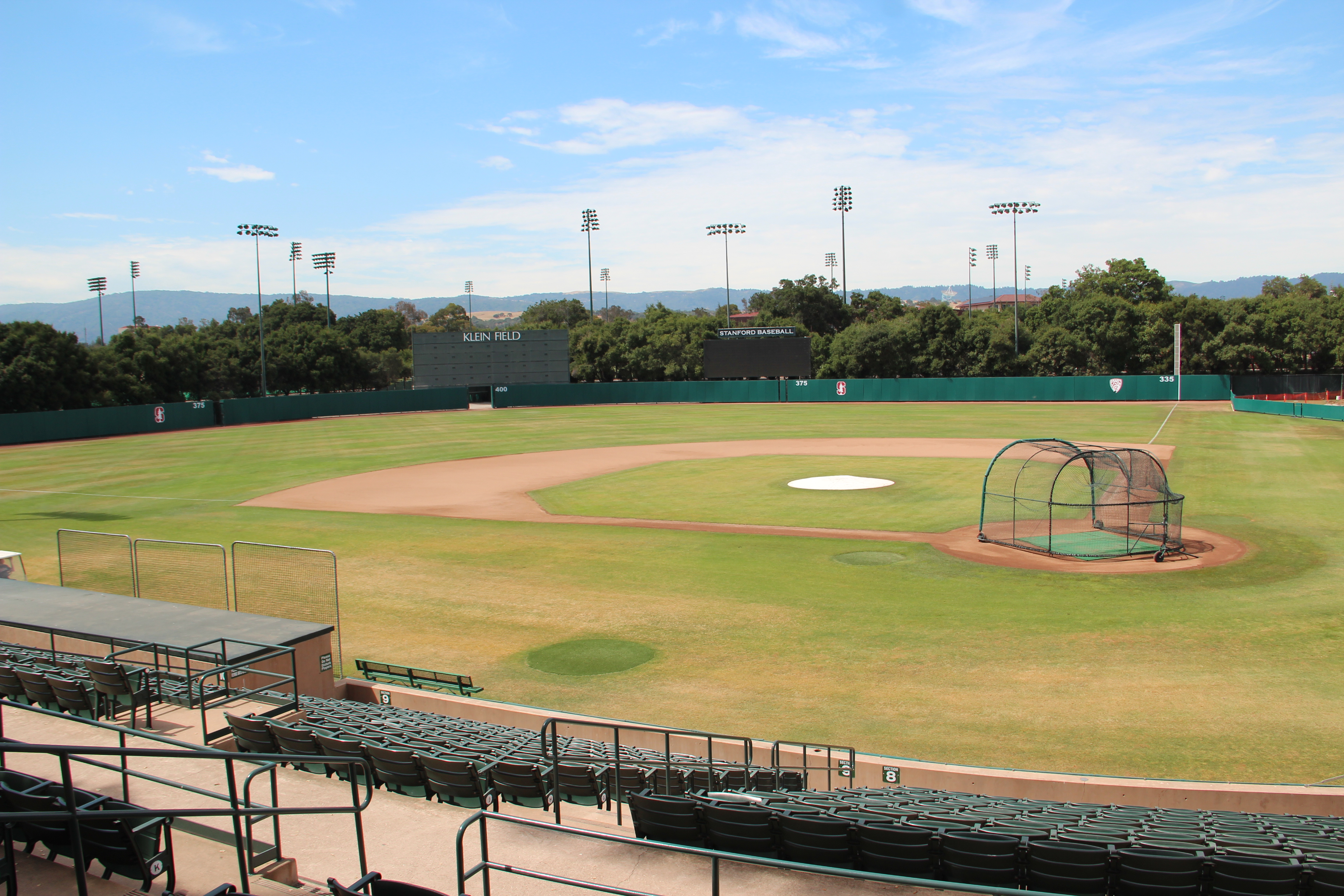
Klein Field at Sunken Diamond.

W nawiasie podano liczbę tytułów mistrzowskich NCAA (stan na 17 lutego 2017)

## Obiekty sportowe
- Stanford Stadium – stadion drużyny futbolowej o pojemności 50 424 miejsc[2]
- Maples Pavilion – hala sportowa o pojemności 7 233 miejsc, w której odbywają się mecze koszykówki, siatkówki i zawody gimnastyczne[3]
- Klein Field at Sunken Diamond – stadion baseballowy o pojemności 4000 miejsc[4]
- Taube Tennis Center – korty tenisowe z trybunami o pojemności 2445 miejsc[5]
- Burnham Pavilion – hala sportowa, w której odbywają się zawody w zapasach i gimnastyczne[6]